# Bancada
|  | Per a altres significats, vegeu «bancada (nàutica)». |

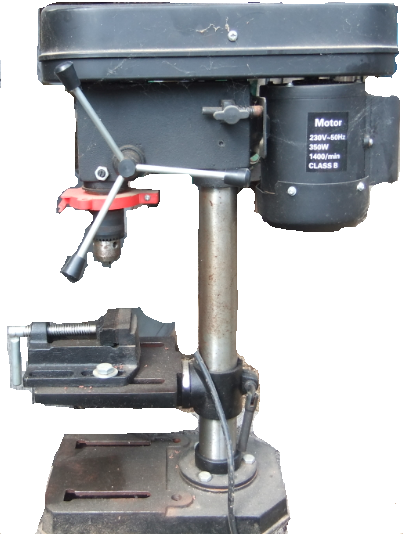
Bancada d'un trepant de peu

Una bancada és el bastiment d'algunes màquines, sobretot màquines eina, que serveix de suport i d'ancoratge a terra.
En les màquina eina la bancada realitza dues funcions principals. La primera és suportar la resta d'elements que conformaran la màquina, i alhora donar rigidesa al conjunt. En segon lloc, caldrà que absorbeixi les vibracions generades pel procés, i que no es volen transmetre a terra.

## Materials
Per poder omplir aquestes funcions, cal que sigui un element resistent i rígid, ja que generalment aguantarà esforços considerables. Per aquest motiu se'l pot construir amb diferents materials. Les bancades fabricades d'una sola peça són de fosa. Tenen els avantatges que són fabricades per emmotllament, esmorteixent bé les vibracions i que hi ha una gran variabilitat de formes possibles. El desavantatge principal és la gran quantitat de material a utilitzar i sobretot el cost que comporta fer els motlles de grans dimensions requerits per tirades curtes o per maquinària a mida.
Per aquests motius es tendeix a fabricar-ne amb xapa soldada d'uns 3 o 5 mil·límetres. Tenen una bona rigidesa, cal menys material per fabricar-les i es poden adaptar millor a geometries més complexes. Com a contrapartida, com que són més rígides no absorbeixen tan bé les vibracions com les de fosa i s'han de disposar de sistemes més complexos d'esmorteïment per no transmetre'ls a terra. Últimament també també se'n fan d'estructura tubular, per a obtenir un disseny més robust, però molt lleuger i molt adaptable als requeriments geomètrics de la màquina.

## Requeriments
A l'hora de dimensionar una bancada cal tenir en compte d'el pes i del desplaçament dels elements a suportar, de la disposició i subjecció de les guies que es farandula servir i de les fixacions o forats que caldrà realitzar sobre la bancada.
Els elements característics que es munten sobre la bancada són les guies que permeten el desplaçament dels elements mòbils, que en el cas d'un torn, són el carro porta-eines i el capçal mòbil.
Les guies antigament es fabricaven amb la mateixa colada que la bancada i, per tant, eren de fosa, però eren poc residents al desgast. Per aquest motiu s'utilitzen les d'acer trempat o de grafit esferoïdal, i es fixen a la bancada posteriorment.